# 庆阳机场
庆阳机场是一個中國機場，位於甘肅省慶陽市西峰區彭原乡李家寺村。該機場有道路通往202省道（S202），往南約8公里即可達慶陽市區。
庆阳机场建於1976年，1977年11月30日開始通航，跑道长度1800米，屬於国内支线型机场。1993年因机场跑道老化、没有适飞机型关闭。2003年庆阳机场按3C级支线机场进行改造，2005年12月26日正式复航。复航后的庆阳机场由于飞行区等级偏低、航线有限、适飞机型淘汰等原因，2010年9月再次停航。并于2011年3月30日再次开工扩建。2012年11月21日經過擴建符合4C條件復航。
擴建後機場跑道長2,600公尺、寬48公尺。2021年旅客吞吐量400364人次，货运吞吐量250.4吨，起降21849架次航班。

## 数据
请参阅源Wikidata查询.

## 航空公司与航点
2025夏秋航季（3月30日-10月25日）
| 航空公司          | 目的地           |
| ----------------- | ---------------- |
| 天津航空 (GS)     | 兰州、天津、贵阳 |
| 东海航空 (DZ)     | 兰州、深圳       |
| 吉祥航空 (HO)     | 兰州、上海浦东   |
| 河北航空 (NS)     | 北京大興、重慶   |
| 北部湾航空 (GX)   | 兰州、海口       |
| 烏魯木齊航空 (UQ) | 杭州、烏魯木齊   |
| 首都航空 (JD)     | 杭州、兰州       |